# لورينزو سميث
لورينزو سميث (بالإنجليزية: Lorenzo Smith)‏ هو مغن مؤلف أمريكي، ولد في 23 مايو 1972 في هافانا في الولايات المتحدة.